# Jean-Jacques Colin
Jean-Jacques Colin (* 16. Dezember 1784 in Riom; † 9. März 1865 in Crevant-Laveine) war ein französischer Chemiker und Hochschullehrer.

## Leben
Colin war von 1810 bis 1818 Repetent eines von Joseph Louis Gay-Lussac gehaltenen Chemiekurses an der École polytechnique in Paris. Ab 1818 war er zunächst Professor für Chemie an der Universität der Wissenschaften in Dijon und später an der École Spéciale Militaire de Saint-Cyr. Colin war korrespondierendes Mitglied der Société philomatique de Paris.

## Wissenschaftliche Arbeiten
Colin schrieb etwa 30 wissenschaftliche Publikationen und Bücher aus den Bereichen anorganische und organische Chemie, Mineralogie, Entomologie und Pflanzenphysiologie.
Er veröffentlichte mehrere Arbeiten über physiologische Phänomene in Pflanzen und die Konservierung von Weizen und er befasste sich mit dem Thema Fermentation.
Colin untersuchte die Reaktionen von Iod  mit Ammoniak, Quecksilber und verschiedenen Metalloxiden. Gemeinsam mit Henri-François Gaultier de Claubry entdeckte er 1814 den Nachweis von Stärke durch Blaufärbung mit Iod.
In Zusammenarbeit mit Pierre-Jean Robiquet gelang Colin die Isolierung von Alizarin und Purpurin aus der Krappwurzel.